# Laxå bruk
Laxå Bruk är ett svenskt företag som bildades 1643 av Anders Boij och hans kompanjon Anders Nilsson. Idén bakom företaget var att framställa järn av Tivedens malm, skog och vattentillgångar. Boij och Nilsson fick den 11 december 1643 sex års frihet från hammarskatten genom ett privilegiebrev från Drottning Kristina.

## Historik
Detta privilegiebrev var utfärdat ett år innan Kristina formellt blev regent i Sverige så dåvarande rikskanslern Axel Oxenstierna stod bakom privilegiebrevet. Efter att bruket varit verksamt i fyra år avled Nilsson och kompanjonen Boij löste ut hans änkas del för 17.000 daler, Boij fortsatte att expandera brukets verksamhet – bland annat ett stort antal fastigheter för att trygga skogstillgången – fram till sin död 1668 då hans son Anton Boij tog över ledningen av företaget. Anton Boij fortsatte att likt sin far utveckla bruket och han kom för detta att adlas till Anton von Boij 1676 av Karl XI. Samma år gifte han sig även med Magdalena Coyet, dotter till kanslirådet Peter Julius Coyet. 
1686 började Anton von Boij byggnationen av Ramundeboda kyrka som stod färdig 1688 bredvid Ramundeboda kloster invid Borasjöns strand. Under 1680-talet byggdes även Stora Lassåna som en karolinsk bruksherrgård, men byggdes om i empirkaraktär i början av 1800-talet.  Boij köpte även Lilla Lassåna och utvecklade ett jordbruk kring dessa fastigheter, emellertid skulle hans aggressiva expansioner leda till att han vid sin död 1710 vid en ålder av 80 år i det närmaste var utblottad. Under resterande del av 1600-talet och fram till 1872 ägdes bruket av ett flertal framstående släkter inom svensk industri däribland släkten Strokirk och Carl Cassel som övertog styret av bruket 1811. Brukets verksamhet varierade genom åren men järnframställningen var alltid den huvudsakliga produktionen. 
1872 bildades Laxå Bruks AB med släkterna Cassel och Bohnstedt som de huvudsakliga ägarna, aktieinnehavet övertogs dock av Carl Sahlin som samma år tillträdde som disponent. Under 1900-talet övergick bruket från järnframställning till stålsand och sedermera till stenbaserad mineralull. 1898 till 1899 bekostade bruket också en flytt av Ramunderboda kyrka från sitt ursprungliga läge vid Borasjön till centrala Laxå. Under 1970-talet producerade man även ersättningsprodukter till asbestprodukter som under den tiden började förbjudas. Den tillverkningen lades ner under 1990-talet. Man kom även att lägga ner den egna tillverkningen av mineralull och fokusera sig på vidareförädlingen och formpressning av mineralullsprodukter. 2005 begärde sig Laxå Bruk i konkurs på grund av dålig likviditet, bruket köptes då av företagsgruppen Laxab men majoriteten av aktierna togs sedan över av bröderna Pär och Stefan Jinnestrand. Idag kvarstår formpressning av mineralull som en av huvuddelarna i Laxå Bruks produktion, men även pelleterad och löspressad fiber för asfaltering, stallströ och annan granulering och paketering av olika material.